# Birmingham Classic
Birmingham Classic, dawniej  Rothesay Classic, Nature Valley Classic, AEGON Classic, DFS Classic – kobiecy turniej tenisowy rangi WTA 250 zaliczany do cyklu WTA Tour. Rozgrywany na kortach trawiastych w Birmingham od 1982 roku. W lipcu 1965 roku została rozegrana jedna edycja żeńskiego turnieju, którą w grze pojedynczej i podwójnej wygrała Margaret Smith Court.
W 2014 roku kategoria rozgrywek została podniesiona z WTA International Series na WTA Premier Series (ranga WTA Premier). W 2020 planowano powrócić do niższej kategorii zawodów w Birmingham, jednak z powodu pandemii COVID-19 rozgrywki nie odbyły się. Począwszy od 2021 roku turniej zaliczany jest do kategorii WTA 250. Począwszy or roku 2025 rozgrywany jest pod nazwą Birmingham Open jako turniej kobiecy rangi WTA 125 oraz turniej męski ragi ATP Challenger 125.
W 1987 roku nie dokończono turnieju gry podwójnej z powodu opadów deszczu. W 1998 roku z tego samego powodu nie zakończono turnieju gry pojedynczej.

## Mecze finałowe

### Gra pojedyncza
| Rok               | Mistrzyni                                                   | Finalistka                                                  | Wynik                                                       |
| 2024              | Julija Putincewa                                            | Ajla Tomljanović                                            | 6:1, 7:6(8)                                                 |
| 2023              | Jeļena Ostapenko                                            | Barbora Krejčíková                                          | 7:6(8), 6:4                                                 |
| 2022              | Beatriz Haddad Maia                                         | Zhang Shuai                                                 | 5:4 krecz                                                   |
| 2021              | Uns Dżabir                                                  | Darja Kasatkina                                             | 7:5, 6:4                                                    |
| 2020              | Turniej anulowano z powodu pandemii COVID-19                | Turniej anulowano z powodu pandemii COVID-19                | Turniej anulowano z powodu pandemii COVID-19                |
| 2019              | Ashleigh Barty                                              | Julia Görges                                                | 6:3, 7:5                                                    |
| 2018              | Petra Kvitová                                               | Magdaléna Rybáriková                                        | 4:6, 6:1, 6:2                                               |
| 2017              | Petra Kvitová                                               | Ashleigh Barty                                              | 4:6, 6:3, 6:2                                               |
| 2016              | Madison Keys                                                | Barbora Strýcová                                            | 6:3, 6:4                                                    |
| 2015              | Angelique Kerber                                            | Karolína Plíšková                                           | 6:7(5), 6:3, 7:6(4)                                         |
| 2014              | Ana Ivanović                                                | Barbora Záhlavová-Strýcová                                  | 6:3, 6:2                                                    |
| 2013              | Daniela Hantuchová                                          | Donna Vekić                                                 | 7:6(5), 6:4                                                 |
| 2012              | Melanie Oudin                                               | Jelena Janković                                             | 6:4, 6:2                                                    |
| 2011              | Sabine Lisicki                                              | Daniela Hantuchová                                          | 6:3, 6:2                                                    |
| 2010              | Li Na                                                       | Marija Szarapowa                                            | 7:5, 6:1                                                    |
| 2009              | Magdaléna Rybáriková                                        | Li Na                                                       | 6:0, 7:6(2)                                                 |
| 2008              | Kateryna Bondarenko                                         | Yanina Wickmayer                                            | 7:6(7), 3:6, 7:6(4)                                         |
| 2007              | Jelena Janković                                             | Marija Szarapowa                                            | 4:6, 6:3, 7:5                                               |
| 2006              | Wiera Zwonariowa                                            | Jamea Jackson                                               | 7:6(12), 7:6(5)                                             |
| 2005              | Marija Szarapowa                                            | Jelena Janković                                             | 6:2, 4:6, 6:1                                               |
| 2004              | Marija Szarapowa                                            | Tatiana Golovin                                             | 4:6, 6:2, 6:1                                               |
| 2003              | Magdalena Maleewa                                           | Shinobu Asagoe                                              | 6:1, 6:4                                                    |
| 2002              | Jelena Dokić                                                | Anastasija Myskina                                          | 6:2, 6:3                                                    |
| 2001              | Nathalie Tauziat                                            | Miriam Oremans                                              | 6:3, 7:5                                                    |
| 2000              | Lisa Raymond                                                | Tamarine Tanasugarn                                         | 6:2, 6:7(4), 6:4                                            |
| 1999              | Julie Halard-Decugis                                        | Nathalie Tauziat                                            | 6:2, 3:6, 6:4                                               |
| 1998              | Turniej nie został dograny do końca z powodu opadów deszczu | Turniej nie został dograny do końca z powodu opadów deszczu | Turniej nie został dograny do końca z powodu opadów deszczu |
| 1997              | Nathalie Tauziat                                            | Yayuk Basuki                                                | 2:6, 6/:, 6:2                                               |
| 1996              | Meredith McGrath                                            | Nathalie Tauziat                                            | 2:6, 6:4, 6:4                                               |
| 1995              | Zina Garrison                                               | Lori McNeil                                                 | 6:3, 6:3                                                    |
| 1994              | Lori McNeil                                                 | Zina Garrison                                               | 6:2, 6:2                                                    |
| 1993              | Lori McNeil                                                 | Zina Garrison                                               | 6:4, 2:6, 6:3                                               |
| 1992              | Brenda Schultz                                              | Jenny Byrne                                                 | 6:2, 6:2                                                    |
| 1991              | Martina Navrátilová                                         | Natalla Zwierawa                                            | 6:4, 7:6(6)                                                 |
| 1990              | Zina Garrison                                               | Helena Suková                                               | 6:4, 6:1                                                    |
| 1989              | Martina Navrátilová                                         | Zina Garrison                                               | 7:6(5), 6:3                                                 |
| 1988              | Claudia Kohde-Kilsch                                        | Pam Shriver                                                 | 6:2, 6:1                                                    |
| 1987              | Pam Shriver                                                 | Łarysa Neiland                                              | 4:6, 6:2, 6:2                                               |
| 1986              | Pam Shriver                                                 | Manuela Maleewa                                             | 6:2, 7:6(0)                                                 |
| 1985              | Pam Shriver                                                 | Betsy Nagelsen                                              | 6:1, 6:0                                                    |
| 1984              | Pam Shriver                                                 | Anne White                                                  | 7:6(2), 6:3                                                 |
| 1983              | Billie Jean King                                            | Alycia Moulton                                              | 6:0, 7:5                                                    |
| 1982              | Billie Jean King                                            | Rosalyn Fairbank                                            | 6:2, 6:1                                                    |
| 1968- 1981        | Turniej nie był rozgrywany                                  | Turniej nie był rozgrywany                                  | Turniej nie był rozgrywany                                  |
| Początek Ery Open |                                                             |                                                             |                                                             |
| 1966- 1967        | Turniej nie był rozgrywany                                  | Turniej nie był rozgrywany                                  | Turniej nie był rozgrywany                                  |
| 1965              | Margaret Smith                                              | Virginia Wade                                               | 6:3, 4:6, 7:5                                               |

### Gra podwójna
| Rok               | Mistrzynie                                                  | Finalistki                                                  | Wynik                                                       |
| 2024              | Hsieh Su-wei Elise Mertens                                  | Miyu Katō Zhang Shuai                                       | 6:1, 6:3                                                    |
| 2023              | Marta Kostiuk Barbora Krejčíková                            | Storm Hunter Alycia Parks                                   | 6:2, 7:6(7)                                                 |
| 2022              | Ludmyła Kiczenok Jeļena Ostapenko                           | Elise Mertens Zhang Shuai                                   | walkower                                                    |
| 2021              | Marie Bouzková Lucie Hradecká                               | Uns Dżabir Ellen Perez                                      | 6:4, 2:6, 10–8                                              |
| 2020              | Turniej anulowano z powodu pandemii COVID-19                | Turniej anulowano z powodu pandemii COVID-19                | Turniej anulowano z powodu pandemii COVID-19                |
| 2019              | Hsieh Su-wei Barbora Strýcová                               | Demi Schuurs Anna-Lena Grönefeld                            | 6:4, 6:7(4), 10–8                                           |
| 2018              | Tímea Babos Kristina Mladenovic                             | Elise Mertens Demi Schuurs                                  | 4:6, 6:3, 10–8                                              |
| 2017              | Ashleigh Barty Casey Dellacqua                              | Chan Hao-ching Zhang Shuai                                  | 6:1, 2:6, 10–8                                              |
| 2016              | Karolína Plíšková Barbora Strýcová                          | Vania King Ałła Kudriawcewa                                 | 6:3, 7:6(1)                                                 |
| 2015              | Garbiñe Muguruza Carla Suárez Navarro                       | Andrea Hlaváčková Lucie Hradecká                            | 6:4, 6:4                                                    |
| 2014              | Raquel Kops-Jones Abigail Spears                            | Ashleigh Barty Casey Dellacqua                              | 7:6(1), 6:1                                                 |
| 2013              | Ashleigh Barty Casey Dellacqua                              | Cara Black Marina Erakovic                                  | 7:5, 6:4                                                    |
| 2012              | Tímea Babos Hsieh Su-wei                                    | Liezel Huber Lisa Raymond                                   | 7:5, 6:7(2), 10–8                                           |
| 2011              | Wolha Hawarcowa Ałła Kudriawcewa                            | Sara Errani Roberta Vinci                                   | 1:6, 6:1, 10–5                                              |
| 2010              | Cara Black Lisa Raymond                                     | Liezel Huber Bethanie Mattek-Sands                          | 6:3, 3:2 krecz                                              |
| 2009              | Cara Black Liezel Huber                                     | Raquel Kops-Jones Abigail Spears                            | 6:1, 6:4                                                    |
| 2008              | Cara Black Liezel Huber                                     | Virginia Ruano Pascual Séverine Beltrame                    | 6:2, 6:1                                                    |
| 2007              | Chan Yung-jan Chuang Chia-jung                              | Sun Tiantian Meilen Tu                                      | 7:6(3), 6:3                                                 |
| 2006              | Jelena Janković Li Na                                       | Jill Craybas Liezel Huber                                   | 6:2, 6:4                                                    |
| 2005              | Daniela Hantuchová Ai Sugiyama                              | Eleni Daniilidu Jennifer Russell                            | 6:2, 6:3                                                    |
| 2004              | Marija Szarapowa Marija Kirilenko                           | Lisa McShea Milagros Sequera                                | 6:2, 6:1                                                    |
| 2003              | Els Callens Meilen Tu                                       | Alicia Molik Martina Navrátilová                            | 7:5, 6:4                                                    |
| 2002              | Shinobu Asagoe Els Callens                                  | Kimberly Po Nathalie Tauziat                                | 6:4, 6:3                                                    |
| 2001              | Jelena Lichowcewa Cara Black                                | Kimberly Po Nathalie Tauziat                                | 6:1, 6:2                                                    |
| 2000              | Rachel McQuillan Lisa McShea                                | Cara Black Irina Sielutina                                  | 6:3, 7:6(5)                                                 |
| 1999              | Corina Morariu Łarysa Neiland                               | Alexandra Fusai Inés Gorrochategui                          | 6:4, 6:4                                                    |
| 1998              | Julie Halard-Decugis Els Callens                            | Lisa Raymond Rennae Stubbs                                  | 2:6, 6:4, 6:4                                               |
| 1997              | Katrina Adams Łarysa Neiland                                | Nathalie Tauziat Linda Wild                                 | 6:2, 6:3                                                    |
| 1996              | Elizabeth Smylie Linda Wild                                 | Nathalie Tauziat Lori McNeil                                | 6:3, 3:6, 6:2                                               |
| 1995              | Rennae Stubbs Manon Bollegraf                               | Nicole Bradtke Kristine Kunce                               | 3:6, 6:4, 6:4                                               |
| 1994              | Zina Garrison Łarysa Neiland                                | Catherine Barclay-Reitz Kerry-Anne Guse                     | 6:4, 6:4                                                    |
| 1993              | Lori McNeil Martina Navrátilová                             | Pam Shriver Elizabeth Smylie                                | 6:3, 6:4                                                    |
| 1992              | Lori McNeil Rennae Stubbs                                   | Sandy Collins Elna Reinach                                  | 5:7, 6:3, 8:6                                               |
| 1991              | Nicole Bradtke Elizabeth Smylie                             | Sandy Collins Elna Reinach                                  | 6:3, 6:4                                                    |
| 1990              | Łarysa Neiland Natalla Zwierawa                             | Gretchen Magers Lise Gregory                                | 3:6, 6:3, 6:3                                               |
| 1989              | Łarysa Neiland Natalla Zwierawa                             | Meredith McGrath Pam Shriver                                | 7:5, 5:7, 6:0                                               |
| 1988              | Łarysa Neiland Natalla Zwierawa                             | Leila Meschi Swietłana Parchomienko                         | 6:4, 6:1                                                    |
| 1987              | Turniej nie został dograny do końca z powodu opadów deszczu | Turniej nie został dograny do końca z powodu opadów deszczu | Turniej nie został dograny do końca z powodu opadów deszczu |
| 1986              | Elise Burgin Rosalyn Fairbank                               | Elizabeth Smylie Wendy Turnbull                             | 6:2, 6:4                                                    |
| 1985              | Terry Holladay Sharon Walsh                                 | Elise Burgin Alycia Moulton                                 | 6:4, 5:7, 6:3                                               |
| 1984              | Leslie Allen Anne White                                     | Barbara Jordan Elizabeth Smylie                             | 7:6(1), 6:3                                                 |
| 1983              | Billie Jean King Sharon Walsh                               | Beverly Mould Elizabeth Sayers                              | 6:2, 6:4                                                    |
| 1982              | Jo Durie Anne Hobbs                                         | Rosie Casals Wendy Turnbull                                 | 6:3, 6:2                                                    |
| 1968- 1981        | Turniej nie był rozgrywany                                  | Turniej nie był rozgrywany                                  | Turniej nie był rozgrywany                                  |
| Początek Ery Open |                                                             |                                                             |                                                             |
| 1966- 1967        | Turniej nie był rozgrywany                                  | Turniej nie był rozgrywany                                  | Turniej nie był rozgrywany                                  |
| 1965              | Margaret Smith Lesley Turner                                | Ann Haydon-Jones Judy Tegart                                | 6:4, 1:6, 6:2                                               |